# ریتاواس
ریتاواس (به لاتین: Rietavas) در لیتوانی با جمعیت ۳٬۸۲۴ نفر است که در Rietavas municipality واقع شده‌است.